# Gaußstein (Lichtenberge)

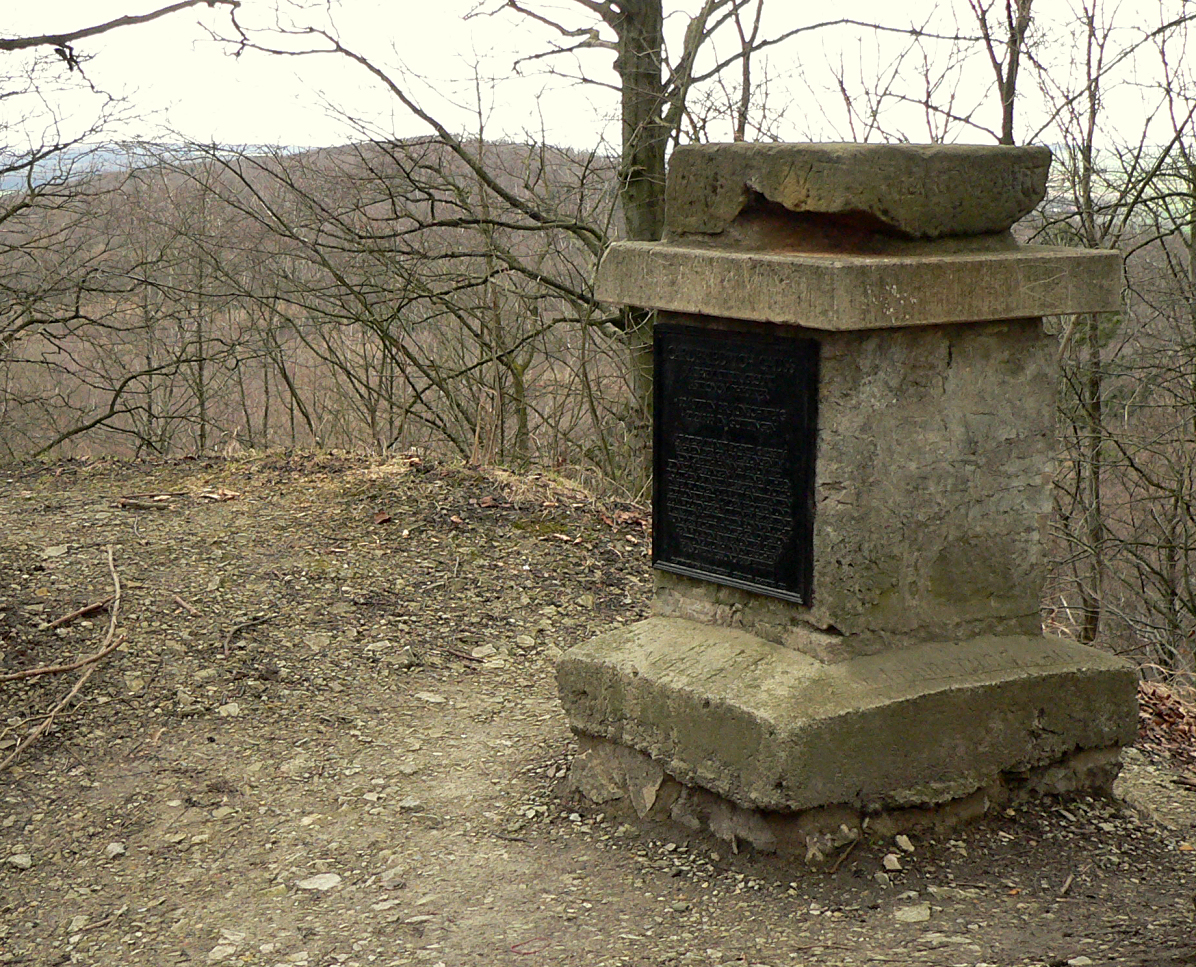
Gaußstein mit einer Gedenktafel der Gebrüder Schreitel

Der Gaußstein in den Lichtenbergen ist ein denkmalgeschützter Gaußstein in Salzgitter-Lichtenberg in Niedersachsen. Er wurde 1822 vom Mathematiker und Geodät Carl Friedrich Gauß als Vermessungspfeiler errichtet. Er steht auf der Bergkuppe des 241 Meter über NHN hohen Burgbergs im erhöhten Zentrum einer mittelalterlichen Turmhügelburg neben der Ruine der Burg Lichtenberg.
Bei dem Gaußstein handelt sich um die Station Lichtenberg der Gauß’schen Landesaufnahme, mit der Gauß im Auftrag König Georgs IV. das Königreich Hannover vermaß. Die von der Station Lichtenberg aus angezielten anderen Stationen sind die Stationen Brocken, Hils (45 km), Deister mit dem Gaußstein Deister (40 km), Falkenberg (77 km) und der Osterberg in Garßen (60 km).
Der Steinsockel wurde 1951 wiederhergestellt, wobei die Basisplatte mit den Markierungspunkten für die Vermessungen wieder angebracht wurde. 1982 wurde der Stein erneut renoviert und eine von der Eisengießerei Gebrüder Schreitel gestiftete Platte angebracht. Sie enthält die Lebensdaten von Carl Friedrich Gauß und würdigt seine Arbeit.